# Noatak National Preserve
Das Noatak National Preserve ist ein Naturschutzgebiet unter der Verwaltung des National Park Services in Alaska nordöstlich Kotzebue Sounds, das von den Baird und De Long Mountains der Brookskette eingerahmt wird.

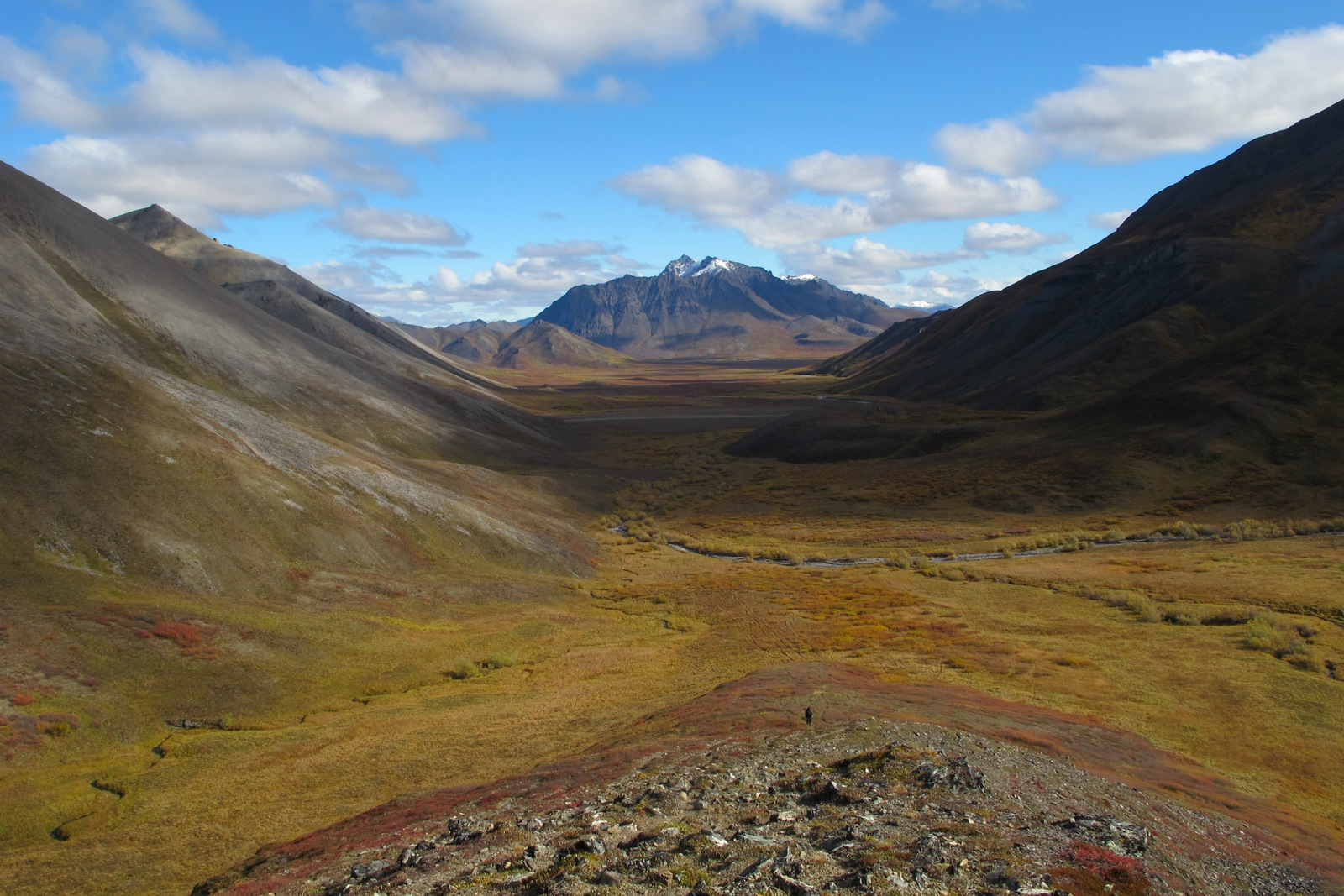
Alpine Tundra im Schutzgebiet, im Hintergrund der Copter Peak

Unter Schutz steht das Einzugsgebiet des Noatak Rivers, das das letzte von menschlichem Einfluss unberührte Flusssystem der Vereinigten Staaten ist. Das Gebiet ist Übergangszone von arktischem zu subarktischem Klima und besteht hauptsächlich aus Tundra. Elche, Grizzlybären, Schwarzbären, Wölfe, Polarfüchse, Lemminge und Dall-Schafe haben hier ihren Lebensraum. Große Karibuherden durchstreifen das Schutzgebiet.
Im Süden grenzt das Preserve an den Kobuk-Valley-Nationalpark und im Osten an den Gates-of-the-Arctic-Nationalpark. 23.332 km², fast die gesamte Fläche des Schutzgebiets mit Ausnahme der Region um den Ort Noatak, sind unter dem Namen Noatak Wilderness als Wildnis-Gebiet, der strengsten Klasse von Naturschutzgebieten der Vereinigten Staaten, ausgewiesen.
Das Schutzgebiet wurde am 1. Dezember 1978 als National Monument gegründet. Am 2. Dezember 1980 wurde der Status durch den Alaska National Interest Lands Conservation Act auf den eines National Preserves geändert.